# Пентрит, Долли
До́лли (До́роти) Пе́нтрит (англ. и корн. Dorothy "Dolly" Pentreath, ?1686; крещена в 1692 — декабрь 1777) — жительница Великобритании, торговка рыбой. Некоторыми историками ошибочно именовалась последним человеком, для которого корнский язык был родным.

## Биография
О жизни этой женщины известно очень мало, точная дата рождения не установлена. Считается, что она была вторым из шести детей рыбака Николаса Пентрита и его второй жены Джейн Пентрит. Проживала в деревне Паул, рядом с Маусхоллом. По её собственным словам, до 20-летнего возраста она не знала ни слова по-английски; сейчас считается достоверным, что корнский был её родным языком. В старости она вспоминала, что ребёнком продавала рыбу на рынке Пензанса, зазывая покупателей криками на корнском, и её понимали все жители, включая местных дворян. Она никогда не была замужем, но в 1729 году родила вне брака сына Джона.
В 1768 году Долли была обнаружена этнографом и натуралистом Дэйнсом Баррингтоном, который искал людей, ещё помнящих корнский язык. По его воспоминаниям, ей на момент встречи с ним было примерно 82 года, она жила за счёт торговли рыбой и могла свободно говорить по-корнски. В 1775 году он опубликовал статью о ней в журнале Антикварного общества Archaeologia. Пять лет спустя она была ещё жива и жила за счёт помощи со стороны прихода, а также частично за счёт гаданий и взносов тех, кто платил ей, чтобы послушать корнскую речь. Благодаря статье она стала знаменитой в последние годы жизни, было написано как минимум два её портрета.
Долли Пентрит стала героиней множества английских легенд. В частности, она стала популярной из-за большого количества корнских ругательств, которыми осыпала людей, когда сердилась; считалось, что, крича человеку kronnekyn hager du (рус. «уродливая чёрная жаба»), она способна наложить на него проклятие и что вообще является ведьмой. Она также была известна своим негативным отношением к английскому языку, а её последними словами перед смертью, согласно легенде, были «My ny vynnav kewsel Sowsnek!» (рус. «Я не хочу говорить по-английски!»). В 1860 году известный лингвист, принц Луи Люсьен Бонапарт, воздвиг на её могиле памятник.
Несмотря на то, что после её смерти она стала считаться последним человеком, говорившим по-корнски, впоследствии были получены убедительные доказательства того, что люди, знавшие на каком-то уровне этот язык, жили в Великобритании и значительно позже.